# Anthracosiidae
Anthracosiidae zijn een uitgestorven  familie van tweekleppigen uit de orde Veneroida.

## Geslachten
- † Anthracosia W. King, 1856